# رپنهایم
رپنهایم (به فرانسوی: Roppenheim) یک کمون در فرانسه با جمعیت ۹۵۰ نفر است که در با-رن واقع شده‌است.